# Жданович Антон В'ячеславович
Антон В'ячеславович Жданович (біл. Антон Вячаслававіч Ждановіч, чеськ. Anton Vjačeslavovič Ždanovič; нар. 6 червня 1991, Солігорськ) — білоруський і чеський музикант.

## Біографія
Народився у сім'ї музикантів — барабанщика В'ячеслава Ждановича і піаністки Марини Жданович, у Солігорську, куди сім'я переїхала з Молодечно після закінчення навчання.
Почав займатися музикою у ранньому дитинстві з батьками. У 2005—2010 роках навчався в Мінську в ліцеї при Білоруській державній академії музики. Після закінчення навчання був прийнятий на роботу артиста оркестру в Великому театрі опери й балету Республіки Білорусь. 2011 року переїхав у Чехію, де потім закінчив магістратуру празької Академії музикальних мистецтв.